# Angophora exul
Angophora exul ist eine Pflanzenart innerhalb der Familie der Myrtengewächse (Myrtaceae). Sie kommt nur an einem Standort im Norden des Tafellandes New Englands in New South Wales vor und wird dort „Gibraltar Rock Apple“ genannt.

## Beschreibung

### Erscheinungsbild und Blatt
Angophora exul wächst als Baum, der Wuchshöhen von bis zu 8 Metern erreicht. Die Borke verbleibt am gesamten Baum, ist grau oder blassbraun und kurzfasrig. Sie schält sich plattig ab.
Bei Angophora exul liegt Heterophyllie vor. Die einfachen Laubblätter sind immer gegenständig an den Zweigen angeordnet. Die sitzenden Laubblätter an jungen Exemplaren besitzen steife, einfache Haare sowie borstige Drüsenhaare (Trichome). An mittelalten Exemplaren sind die Laubblätter gerade, ganzrandig und matt grün. Die Laubblätter an erwachsenen Exemplaren sind in Blattstiel und Blattspreite gegliedert. Ihr Blattstiel ist 7 bis 12 mm lang. Ihre einfache, kahle Blattspreite ist bei einer Länge von 5 bis 12 cm und einer Breite von 0,4 bis 0,7 cm linealisch bis schmal-lanzettlich mit mehr oder weniger spitzem Spreitengrund und zugespitztem oberen Ende. Die Blattoberseite und -unterseite ist verschieden gefärbt. Die Seitennerven gehen in engen Abständen in einem stumpfen Winkel vom Mittelnerv ab. Die Keimblätter (Kotyledonen) sind fast kreisförmig.

### Blütenstand und Blüte
Endständig auf einem 6 bis 11 mm langen, steif behaarten Blütenstandsschaft stehen in zusammengesetzten Gesamtblütenständen mehrere Teilblütenstände. Der steif behaarte Blütenstiel ist 4 bis 11 mm lang. Die Blütenknospen sind bei einer Länge sowie einem Durchmesser von je 6 bis 9 mm kugelig. Die zwittrigen Blüten sind cremeweiß. Die vier Kelchblätter sind zu vier Kelchzähnen auf dem gerippten Blütenbecher (Hypanthium) reduziert.

### Frucht und Samen
Die gestielte Frucht ist bei einer Länge von 5 bis 8 mm und einem Durchmesser von 5 bis 7 mm becherförmig. Der Diskus ist flach und vom Rand des Blütenbechers verdeckt oder auch eingedrückt. Die kniescheibenförmigen Samen sind regelmäßig und abgeflacht, glatt und seidenmatt rot.

## Vorkommen und Gefährdung
Angophora exul ist selten und ist nur von einem kleinen Standort auf einer Geröllhalde auf einem Bergkamm mit sauren, vulkanischen Aufschluss am Gibraltar Rock, westlich von Tenterfield in den „Northern Tablelands“ in New South Wales bekannt.
Angophora exul wird vom „New South Wales Government“ als „endangered“ = „gefährdet“ eingestuft. Der einzige Standort liegt nicht in einem Naturschutzgebiet und es gibt für Angophora exul kein Artenschutzmanagement. Die Gefahr des Aussterbens gilt durch die geringe Anzahl an Populationen als hoch. Da Angophora exul Hybriden mit Angophora floribunda bildet, könnte sie auch dadurch aussterben.

## Taxonomie
Die Erstbeschreibung von Angophora exul erfolgte 1997 durch Kenneth D. Hill unter dem Titel New species in Angophora and Eucalyptus (Myrtaceae) from New South Wales in Telopea, Volume 7 (2), S. 100. Das Typusmaterial wurde am 22. Februar 1996 durch K.D. Hill et al. gesammelt und mit der Sammelnummer 4788 bei MO = „Missouri Botanical Garden Herbarium“ in St. Louis hinterlegt; es weist die Beschriftung New South Wales: North Western Slopes: Gibraltar Rock, W of Tenterfield, K. D. Hill 4788, L.C. Stanberg & K. L. Wilson, 22 Feb 1997 (holo NSW; iso: AD, BRI, CANB, K, MEL, MO, NY, P) auf.
Nach R. Govaerts et al. 2008 sind Eucalyptus exul (K.D.Hill) Brooker und Angophora bakeri C.C.Hall subsp. bakeri Synonyme für Angophora exul K.D.Hill. Nach APNI 2006 ist Angophora exul K.D.Hill ein Synonym von Eucalyptus exul (K.D.Hill) Brooker und Angophora bakeri C.C.Hall subsp. bakeri.
Angophora exul bildet Intergradationen mit Angophora floribunda.